# Chénelette
Chénelette is een gemeente in het Franse departement Rhône (regio Auvergne-Rhône-Alpes) en telt 324 inwoners (2005). De plaats maakt deel uit van het arrondissement Villefranche-sur-Saône.

## Geografie
De oppervlakte van Chénelette bedraagt 10,9 km², de bevolkingsdichtheid is 29,7 inwoners per km².
De onderstaande kaart toont de ligging van Chénelette met de belangrijkste infrastructuur en aangrenzende gemeenten.

## Demografie
Onderstaande figuur toont het verloop van het inwonertal (bron: INSEE-tellingen).